# パブロ・エチェニケ
パブロ・エチェニケ・ロッバ（スペイン語: Pablo Echenique Robba、1978年8月28日 - ）は、スペインの物理学者・政治家。アルゼンチン・サンタフェ州ロサリオ出身。ポデモス所属。2014年から2015年まで欧州議会議員を務め、2015年から2017年までアラゴン州議会議員を務め、2019年からスペイン下院議員を務めている。

## 経歴
1978年8月28日にアルゼンチンのサンタフェ州ロサリオに生まれた。幼少時に脊髄性筋萎縮症を発症し、13歳の時に教育・医療・社会福祉などを得るために家族とともにスペインに移住し、エチェニケ、母親、姉妹の3人でアラゴン州サラゴサに定住した。現在の身長は156cmであり、車いすに乗って生活している。

### 研究者時代
エチェニケは2002年にサラゴサ大学を卒業し、4年後に物理学の博士号を取得している。物理学者としてはサラゴサにあるスペイン国立研究評議会(CSIC)に勤めている。2012年8月9日には大学で出会った女性と結婚した。

### 政治家時代
2014年初頭には既存政党への抗議運動から生まれたポデモスの結党に参加した。ポデモスは初選挙となった2014年5月25日の2014年欧州議会議員選挙 (スペイン)で5議席を獲得し、エチェニケは7月1日に欧州議会議員に就任した。2015年6月18日から2017年9月13日にはアラゴン州議会議員を務めた。2019年5月21日にはスペイン下院議員に就任した。